# San Pedro Teozacoalco
San Pedro Teozacoalco là một đô thị thuộc bang Oaxaca, México. Năm 2005, dân số của đô thị này là 1298 người.